# Henri Lécluse
Pour les articles homonymes, voir Lécluse (homonymie).
Henri Lécluse est un poète né à Saint-Jean-en-Royans (Drôme) le 16 novembre 1936 et mort à Cires-lès-Mello (Oise) le 25 février 2010.

## Biographie
Délégué régional de l'Association Arts et Lettres de France pour la Picardie, il organise des concours littéraires. Il anime avec d'autres associations isariennes de poésie le collectif Poètes de l'Oise de 1999 à 2008.
Henri Lécluse est l'auteur de douze recueils de poèmes, publiés entre 1992 et 2005. Appréciant les poètes modernes comme René Char, il reste cependant fidèle à la composition classique, malgré quelques incursions dans le vers libre. D'abord spirituelle, mystique, interrogeant les frontières du réel et du surnaturel, sa poésie s'extirpe lentement des tourments de l'individu pour répondre à l'appel des hommes, le poète s'érigeant en témoin des misères de l'humanité.

## Œuvres
- De la lumière sur les ténèbres ou le funambule de l'irréel, Académie européenne du livre (1992)
- En flagrant délire...des voix venues d'ailleurs, La Pensée universelle (1992)
- Folle mystique, La Pensée universelle (1994)
- Aux confins de la Foi et de la Folie, Houdeville, Beauvais (1995)
- Le Dard du Scorpion, Houdeville, Beauvais (1995)
- Les Noces Virtuelles, Nouvelle Pleiade, Paris (1997)
- L'impasse mystique, Nouvelle Pleiade, Paris (1998)
- Au cœur du monde, Nouvelle Pleiade, Paris(1998)
- Prière sur le monde, Nouvelle Pleiade, Paris (2001)
- La cathédrale humaine, Nouvelle Pleiade, Paris (2002)
- Même les mensonges sont vrais, Nouvelle Pleiade, Paris (2003)
- De jour en jour...Regards sur les hommes, Nouvelle Pleiade, Paris (2005)